# Det begyndte ombord
Det begyndte ombord er en dansk kriminalkomediefilm fra 1937, instrueret af Arne Weel og skrevet af Paul Sarauw.

## Medvirkende
- Henrik Bentzon
- Gull-Maj Norin
- Peter Malberg
- Aage Schmidt
- Karen Poulsen
- Karen Marie Løwert